# Луч (Богдановицький міський округ)
Луч (рос. Луч) — селище у складі Богдановицького міського округу Свердловської області.
Населення — 28 осіб (2010, 33 у 2002).
Національний склад станом на 2002 рік: росіяни — 97 %.